# Welshampton
Welshampton – wieś w Anglii, w hrabstwie Shropshire. Leży 24 km na północ od miasta Shrewsbury i 242 km na północny zachód od Londynu. W 2001 miejscowość liczyła 839 mieszkańców.